# ارلویل (ایلینوی)
ارلویل، ایلینوی (به انگلیسی: Earlville, Illinois) یک شهر در ایالات متحده آمریکا با جمعیت ۱٬۶۸۰ نفر است که در ایلی‌نوی واقع شده‌است.

## موقعیت جغرافیایی
موقعیت جغرافیایی شهرها و مناطق اطراف به شرح زیر است: